# Atomaria fuscipes
Atomaria fuscipes är en skalbaggsart som först beskrevs av Leonard Gyllenhaal 1808.  Atomaria fuscipes ingår i släktet Atomaria, och familjen fuktbaggar. Arten är reproducerande i Sverige.